# Régiment de zouaves de la Garde impériale
Il Reggimento di zuavi della Guardia imperiale o Régiment de zouaves de la Garde impériale in francese fu un reggimento francese, attivo al servizio del Secondo impero francese nella seconda metà del XIX secolo.

## Storia

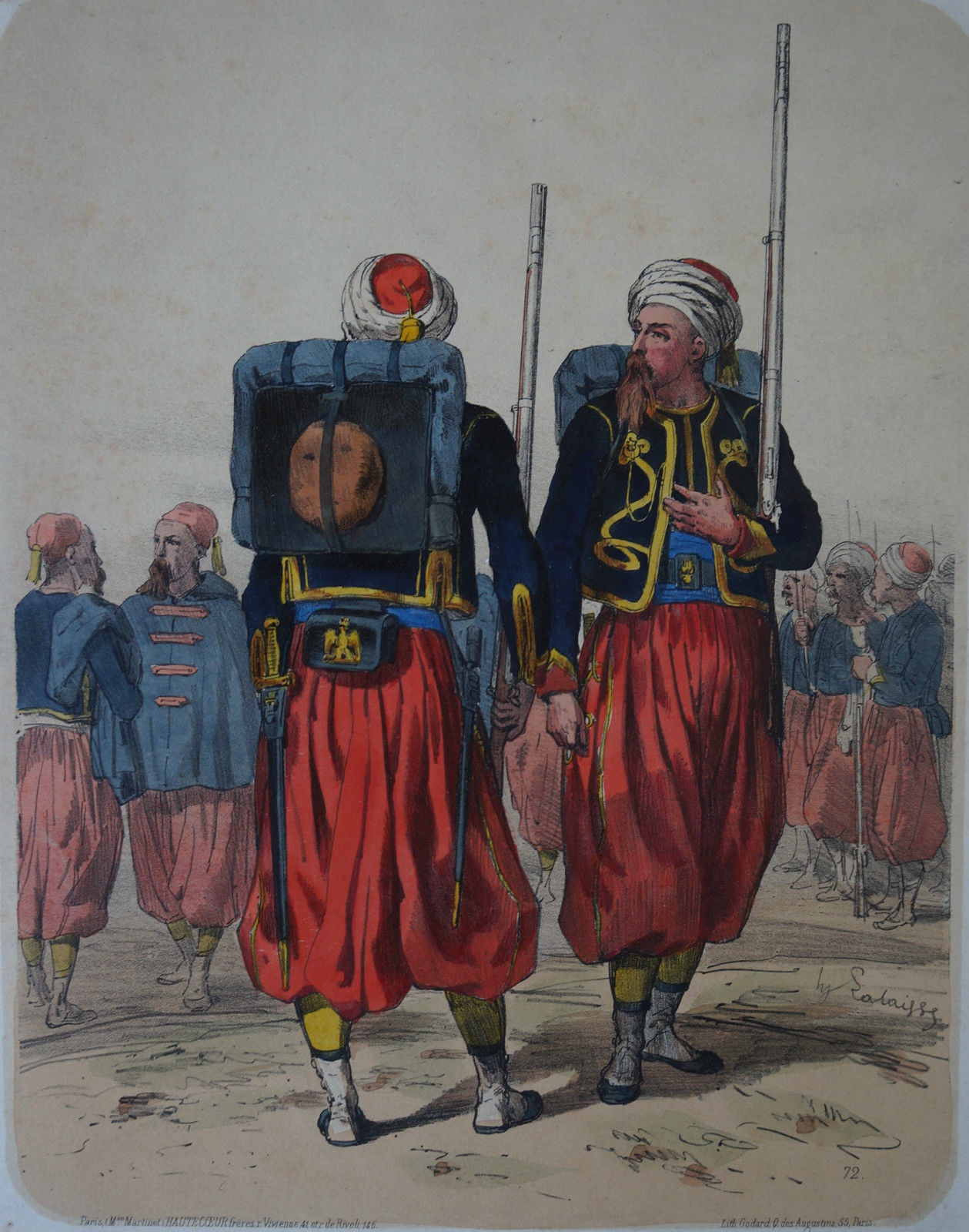
Fronte e retro dell'uniforme.

Creato con decreti del 23 dicembre 1854 e 19 gennaio 1855, il reggimento venne composto da due battaglioni da sette compagnie ciascuno. Ebbe un ruolo significativo nella guerra di Crimea (in particolare venne impiegato nel corso dell'assedio di Sebastopoli) e nella Seconda guerra d'indipendenza italiana, distinguendosi in particolar modo nella battaglia di Magenta ed in quella di Solferino. Dal 1° agosto 1870, il reggimento venne accorpato all'Armata del Reno col 1° reggimento granatieri, andando a formare la 1^ brigata agli ordini del generale Jeanningros. Ebbe modo di distinguersi nella battaglia di Rezonville, in quella di Noisseville e in quella di Bellevue. Asserragliatosi a Metz, si arrese il 28 ottobre 1870, ponendo come condizione la non consegna della propria bandiera al nemico, bandiera che per l'appunto venne divisa tra ufficiali, sottufficiali e semplici zuavi del reggimento nel corso di una riunione appositamente convocata presso l'abitazione del colonnello Giraud. Alcuni pezzi furono recuperati in seguito dal comandante Émile Driant.
Nel 1870, al crollo dell'impero di Napoleone III, venne sciolto. La sua eredità venne successivamente raccolta dal 4° reggimento zuavi.